# Travailleur à bec rouge
Quelea quelea
Espèce
Statut de conservation UICN

 LC  : Préoccupation mineure
Le Travailleur à bec rouge (Quelea quelea), aussi appelé Quéléa, est une espèce de petit passereau de la famille des Ploceidae. Il est sans doute l'oiseau sauvage le plus représenté au monde avec une population estimée à un milliard et demi d'individus. Il vit en Afrique subsaharienne, en colonies très denses. On le désigne comme une cause de certains dégâts dans les rizières. Son nom local de mange-mil parle de lui-même.

## Morphologie
C'est un petit oiseau mesurant 12 à 13 cm de long, pour un poids compris entre 15 et 20 g.
En dehors de la période de reproduction, il n'y a pas de dimorphisme sexuel. Mâle et femelle ont un plumage discret brun et beige, ressemblant aux moineaux, avec un sourcil blanc et la poitrine tachetée.
À l'approche de la saison nuptiale, le mâle mue pour revêtir sa livrée nuptiale. Il prend une teinte vieux rose, avec les parties supérieures brunâtres. Il a également un masque noir sur la face, couvrant lores, menton, joues et couvertures auriculaires. Capuchon et poitrine changent aussi de couleur, variant du jaunâtre au rouge éclatant selon les individus. Chez la femelle, seul le bec change de couleur, passant du rouge au brun-jaune.

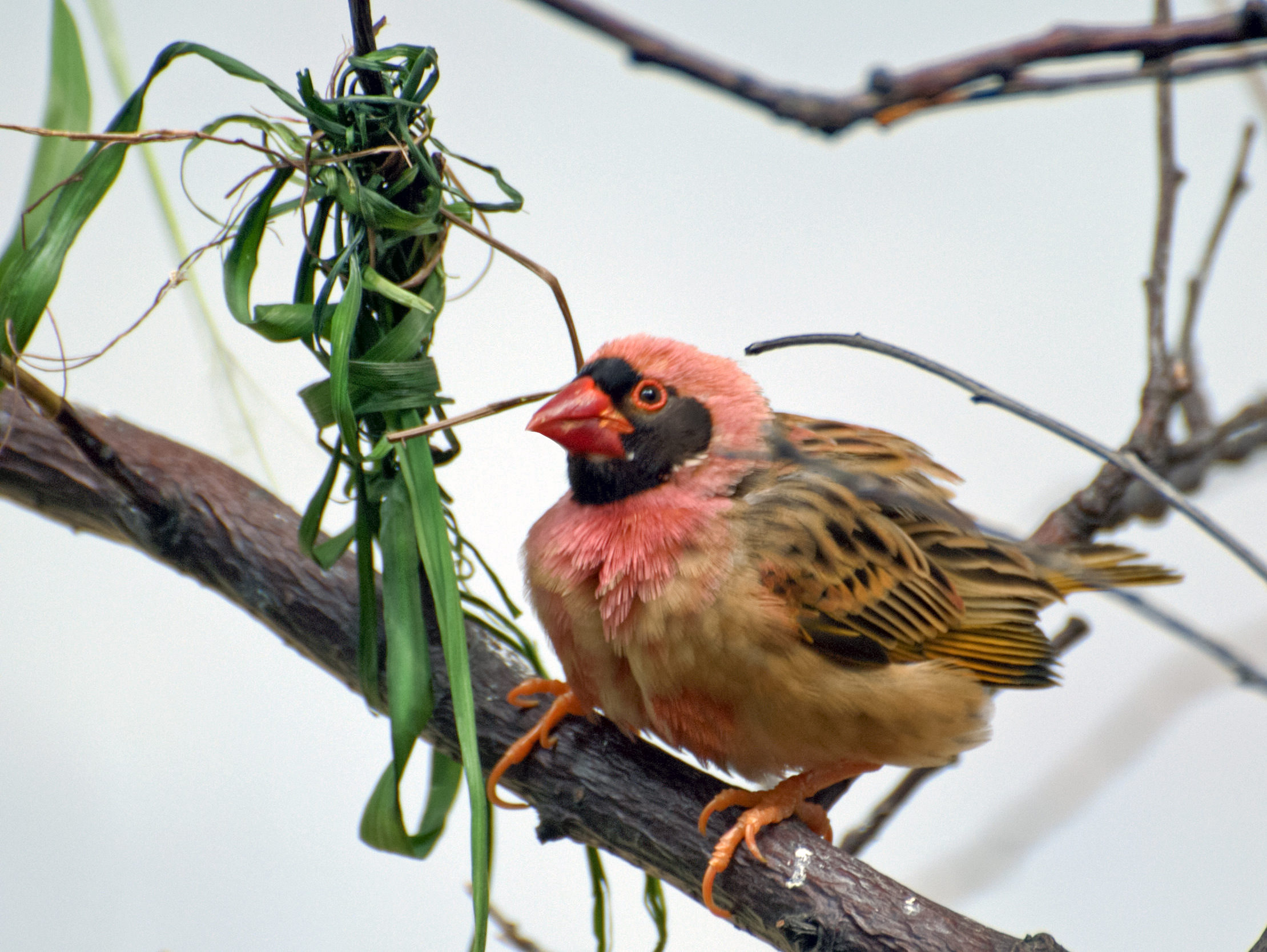
Mâle adulte.
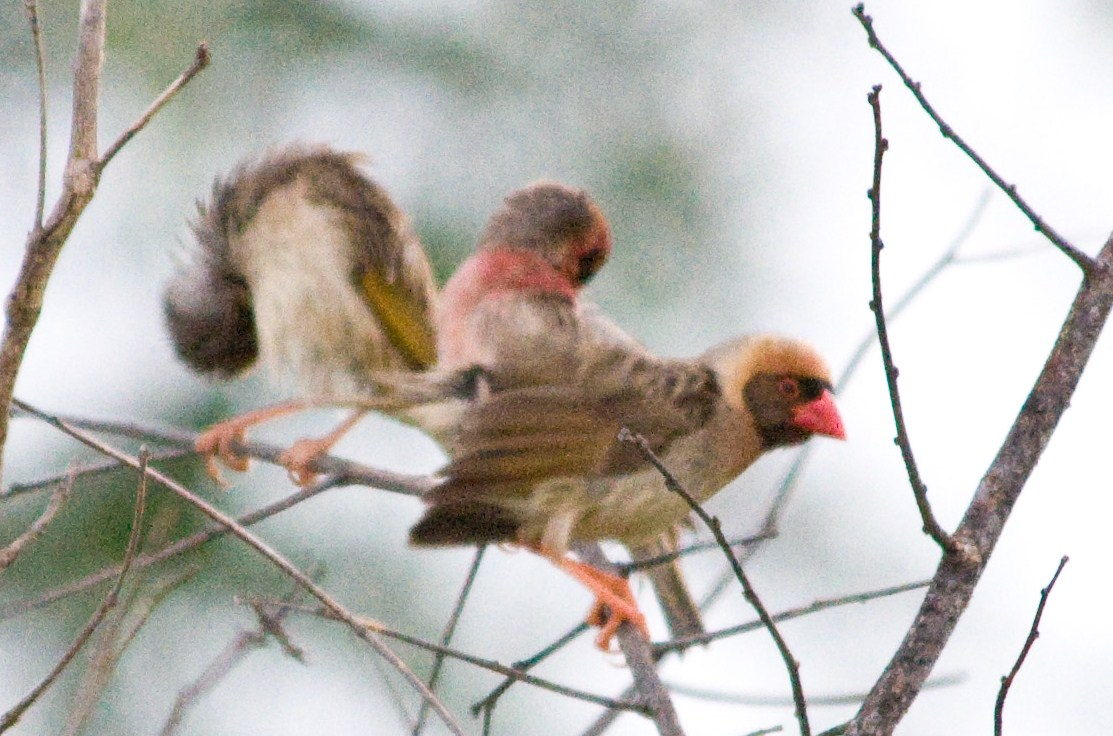
Mâle, avec sa face noire et son bec rouge.
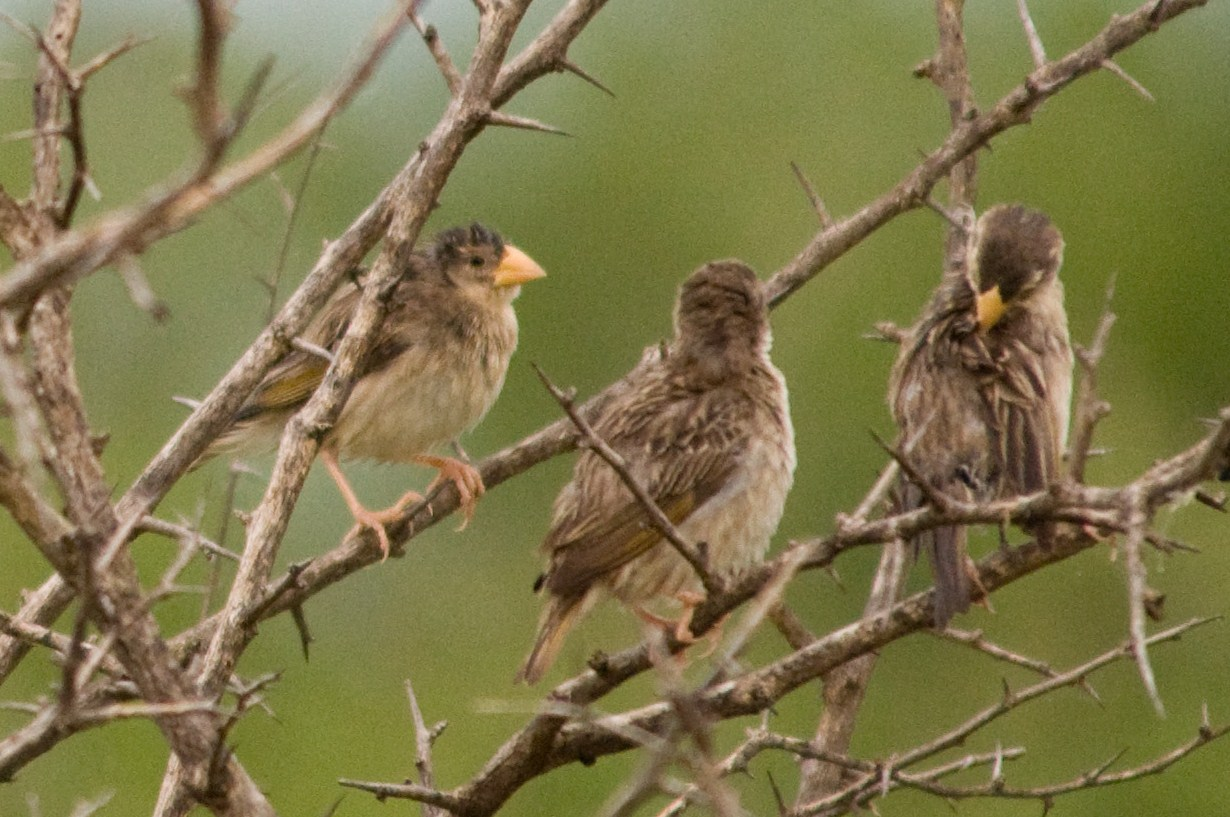
Femelles, avec le bec jaune et le plumage cryptique.

## Écologie et comportement

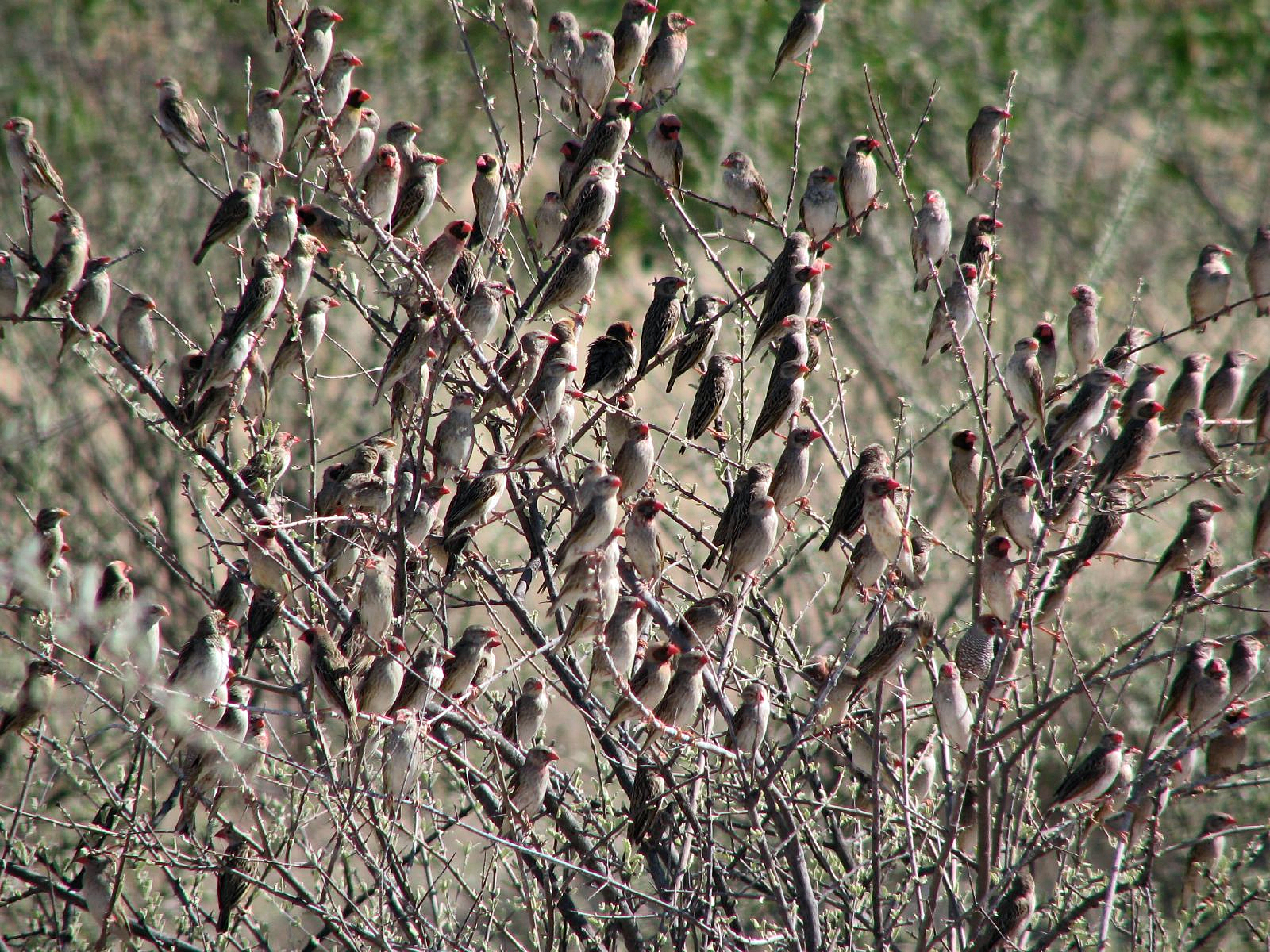
Une « petite » bande dans un arbre.

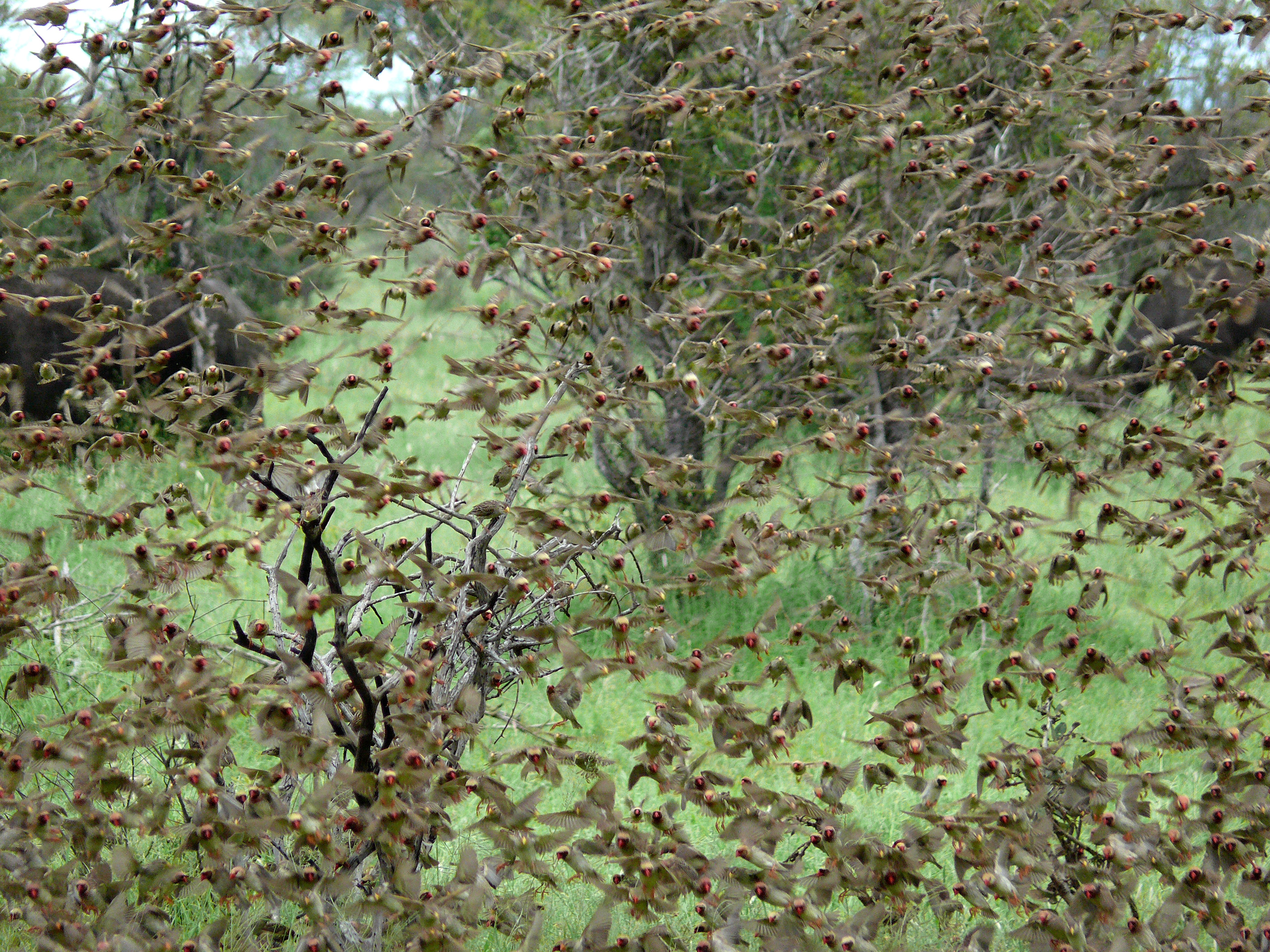
Groupe en vol.

### Relations inter et intraspécifiques

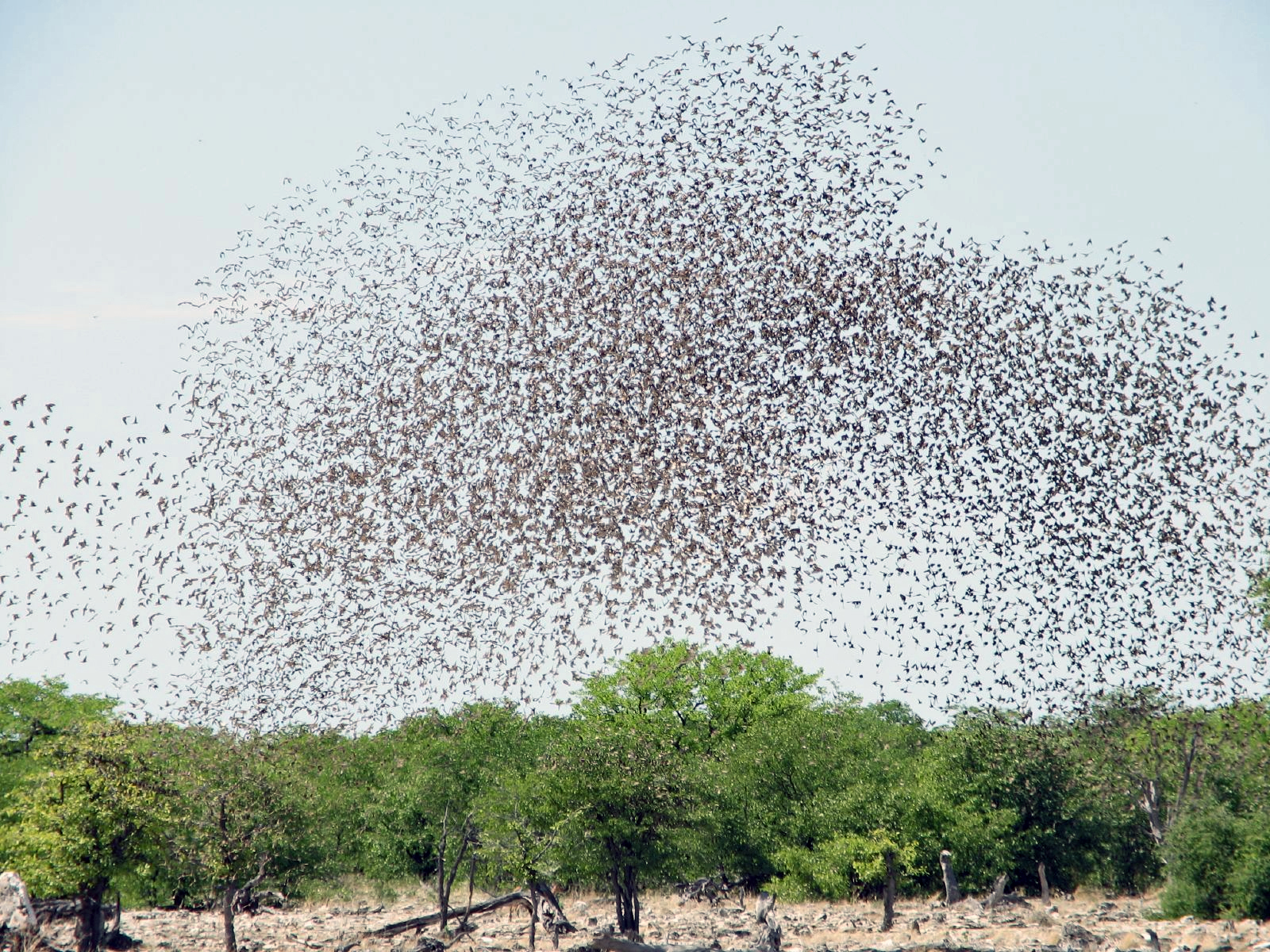
Colonie de quéléas au-dessus d'un point d'eau.

C'est un oiseau nomade, errant, et se déplaçant en grandes colonies constituées de milliers, voire de centaines de milliers d'individus. En un endroit donné, une seule nuée de ces oiseaux peut mettre jusqu'à 5 heures pour passer. Il niche dans les arbres en grands groupes, sur un espace réduit.

### Régime alimentaire
C'est un oiseau principalement granivore, mais aussi insectivore et herbivore. Il chasse en groupe et cause d'énormes dégâts aux cultures africaines, ce qui lui vaut d'être souvent comparé aux criquets. Il ravage plantations de blé, d'avoine, de mil, de sorgho et de riz.
Pour trouver leur nourriture, ces oiseaux peuvent parcourir des dizaines de kilomètres par jour sans se fatiguer, voire migrer à la recherche de ressources plus abondantes.

### Chant
Son chant est un gazouillis grinçant.

### Reproduction

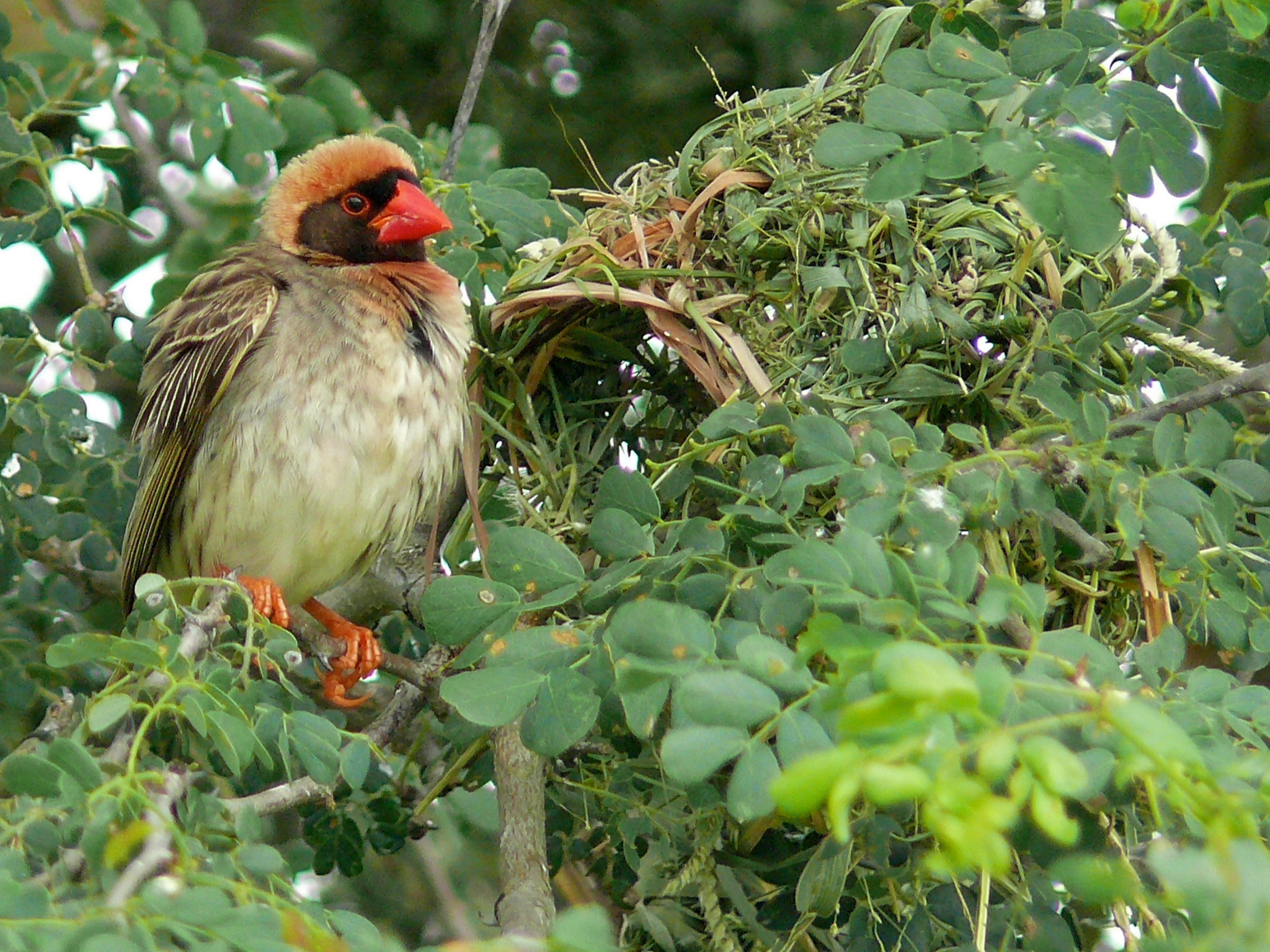
Mâle à côté de son nid (Parc national Kruger, Afrique du Sud).

La saison de reproduction commence avec celle des pluies, donc à différentes périodes selon la zone. Au nord-est par exemple, la saison de reproduction commence aux alentours du début de novembre. Les mâles ne construisent que la moitié d'un nid, ovoïde, faite d'herbe et de paille. Après que la femelle a examiné la construction et que l'accouplement s'est produit, le couple termine la construction du nid. La femelle pond 2 à 4 œufs bleu clair, qu'elle couve 12 jours. Les jeunes sont d'abord nourris de chenilles et d'insectes, riches en protéine, puis ils passent à un régime granivore. Leurs plumes poussent et ils deviennent indépendants au bout de deux semaines passées au nid. Ils sont sexuellement mûrs au bout d'un an, mais beaucoup de femelles meurent avant, laissant de nombreux mâles célibataires.

### Longévité
Dans la nature, le Travailleur à bec rouge vit 2 à 3 ans, mais en captivité il peut vivre de 5 à 8 ans.

## Répartition et habitat

Répartition du Travailleur à bec rouge en Afrique.

### Distribution géographique
C'est une espèce africaine, que l'on trouve depuis le sud du Sahara, dans la quasi-totalité de l'Afrique, à l'exception des forêts équatoriales, c'est-à-dire du pourtour du Golfe de Guinée (Cameroun, Congo, Côte d'Ivoire, Gabon, Ghana, Guinée, Nigéria). Il est également absent de la province du Cap, à l'extrême sud du continent africain.

### Habitat
Il habite les steppes et les savanes africaines, souvent près des points d'eau. Il n'a pas peur de s'installer près des habitations humaines.

## Systématique

### Sous-espèces
Trois sous-espèces sont reconnues :
- Q. q. quelea (Linnaeus, 1758)
- Q. q. aethiopica (Sundevall, 1850), de protonyme Ploceus aethiopicus
- Q. q. lathami (Smith, 1836), de protonyme Loxia lathamii

On peut aussi trouver Quelea quelea spoliator Clancey, 1960, actuellement considérée comme invalide.

## Menaces et conservation
Avec une population mondiale record estimée à 1,5 milliard d'individus, cette espèce est classée par l'UICN en LC (Préoccupation mineure). Sa mortalité est très forte, puisque l'espèce cause des dégâts à l'agriculture, mais même si des mesures considérables sont mises en œuvre (dynamitage des nids des colonies, utilisation de poisons à base d'organophosphates) et qu'il en est tué des millions chaque année, leur nombre ne diminue pas significativement.

## Dans la culture
Le mange-mil a donné son nom par jeu de mots à l'expression populaire mange-mille qui désigne, dans la zone franc de l'Afrique, un gendarme ou un policier corrompu cherchant n'importe quel prétexte pour verbaliser une voiture afin de monnayer son indulgence. Le bakchich attendu, habituellement mille francs CFA, est à l'origine de l'expression,.

### Source
- (en) Cet article est partiellement ou en totalité issu de l’article de Wikipédia en anglais intitulé « Red-billed Quelea » (voir la liste des auteurs).